# 5453 Zakharchenya
5453 Zakharchenya este un asteroid din centura principală de asteroizi.

## Descriere
5453 Zakharchenya este un asteroid din centura principală de asteroizi. A fost descoperit pe 3 noiembrie 1975 la Observatorul de Astrofizică din Crimeea de Tamara Smirnova. El prezintă o orbită caracterizată de o semiaxă mare de 2,26 ua, o excentricitate de 0,16 și o înclinație de 6,3° în raport cu ecliptica.